# De Genesis Formule
De Genesis Formule is een stripalbum uit 1995 en het eenentwintigste deel uit de stripreeks Storm, getekend door Don Lawrence naar een scenario van Martin Lodewijk. Het is het twaalfde deel van de subreeks De kronieken van Pandarve. Het vormt samen met De Von Neumann-Machine (1993) en De Armageddon Reiziger (2001) een drieluik.

## Verhaallijn
Zwervend door de vele werelden aan boord van de indringer komen Storm, Roodhaar en Nomad uiteindelijk terecht in Neu-London, een cocon gemodelleerd naar het 19e-eeuwse Londen. Als gevolg van bugs in de centrale computer van de indringer zijn er echter opvallende verschillen met het echte oude Londen. De stad wordt geregeerd door een koningin wier gelijkenis gebaseerd lijkt te zijn op koningin Victoria. Onder de bewoners bevinden zich Sherlock Holmes, zijn assistent doctor Wah Tzun en Fuggin (gebaseerd op het personage Fagin ut Oliver Twist), tezamen met zijn straatbende. Linke Miechel, een lid van de bende van Fugin, pikt de groep op uit de Theems en brengt hen naar Fuggin.
Inmiddels realiseert Marduk dat Storm ontsnapt is, waarop hij met zijn soldaten achter hem aan gaat. In de hemel-/helcocon blijken de aartsengel Gabriel en zelfs God niet opgewassen tegen de moderne wapens van Marduks soldaten, zodat Marduk nu deze cocon over kan nemen en het bevel heeft over een leger engelen (die hij uitrust met vleermuisachtige vleugels). Hij volgt Storms spoor naar Neu-London, onttroont de koningin, en laat de stad uitkammen op zoek naar Storm.
In Neu-London krijgt de groep van Sherlock Holmes te horen dat Storm door de vierde dimensie moet reizen naar de centrale cocon om daar het raadsel van de Genesis Formule (>4&X) op te lossen. In de centrale cocon legt de computer uit hoe de Von Neumanmachine is ontstaan en wat er mis ging.

## Personages
- Marduk, Theocraat van Pandarve: hij wordt door Pandarve met de missie meegestuurd maar blijkt al snel zijn eigen agenda te volgen teneinde alsnog Storm in handen te kunnen krijgen.
- Visfil, de helper van Marduk.
- Rak*El: een groene robot en mensenrechtenactiviste uit Danderzei, die door Pandarve met Storm wordt meegestuurd.
- Vergilius: Virgilius loodst Storm, Nomad, Roodhaar en Rak*El weg uit de Helcocon, en dient hen vanaf dat moment als een gids.
- Alice: de vertegenwoordigster van Pandarve.

## Trivia
Wanneer Marduks soldaten de engel Gabriel uit de lucht schieten, parafraseert de Heer Romeinen 12:19: ´Mij is de wrake, spreek Ik.´ Ook de Heer moet het echter tegen de futuristische wapens afleggen.
De vierde dimensie-kaders met computer graphics werden gemaakt door de Nederlandse graficus Metin Seven, in opdracht van Martin Lodewijk. Lodewijk was gecharmeerd van de indertijd populaire SIPS (Single Image Picture Stereograms), een herhalend visueel patroon waarin je met een blik op oneindig een reliëf kon ontwaren, en wilde dat in de kaders verwerkt zien door Metin.